# Stawy Jana w Łodzi
Stawy Jana w Łodzi, česky lze přeložit jako Janovy rybníky v Lodži, je populární rybník s ostrůvkem a parkem v údolí říčky Olechówka (přítok řeky Jasień z povodí řeky Ner) v časti Chojny městského obvodu Górna města Lodž (Łódź) v Lodžském vojvodství ve středním Polsku.

## Původ názvu
Název pochází od Jana Mulinovicze (nebo Mulinowice), který byl podle legendy na počátku 17. století po ztrátě svých rodičů vyhnán ze svého bydliště a seděl s pláčem u cesty vedoucí do města Piotrków Trybunalski. Sirotka se ujali manželé z Krakova, kteří tudy projížděli. Po jejich smrti se Jan stal majitelem značného majetku. Na místě, kde se poprvé setkal se svými dobrodinci, vztyčil v roce 1634 sloup z šedého mramoru na obdélníkovém podstavci vysoký asi 11 metrů s pozlaceným křížem a poděkováním Bohu. Sloup, který byl pravděpodobně nejstarší světskou památkou v Polsku, byl zničen Němci během druhé světové války v roce 1939. Po válce byl na  místě sloupu v ulici Kolumna vztyčen podstavec se sochou Krista.

## Další informace
Rybník se nachází v jižní části parku. Rozloha parku je 18,34 ha, včetně rybníka o rozloze 4,3 ha. U rybníka je písečná pláž, přístaviště kánoí, dětské brouzdaliště. V parku bylo vybudováno dětské, fotbalové a basketbalové hřiště, skatepark aj. Park je nerovnoměrně zalesněný a má rozsáhlé trávníky a také cenné vzrostlé stromy.
V severní části se nachází stavba Dworek na Chojnach z konce 18. století a za ním se nachází tábořiště.
V minulosti se zde nacházely 2 rybníky.
Přes park vede cyklostezka. Místo je celoročně volně přístupné, ale služby jsou zpoplatněny.

## Galerie

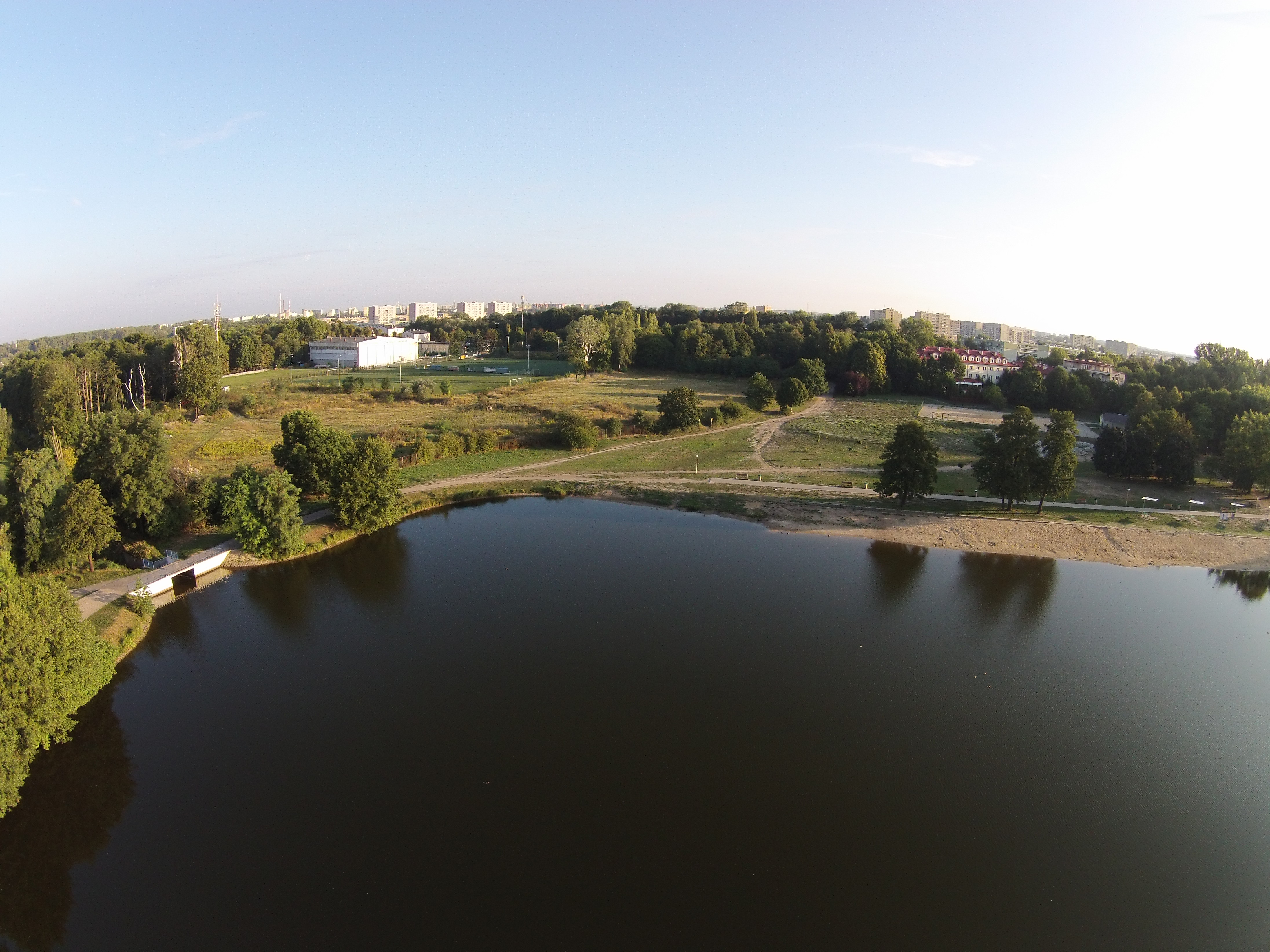
Letecký pohled na rybník
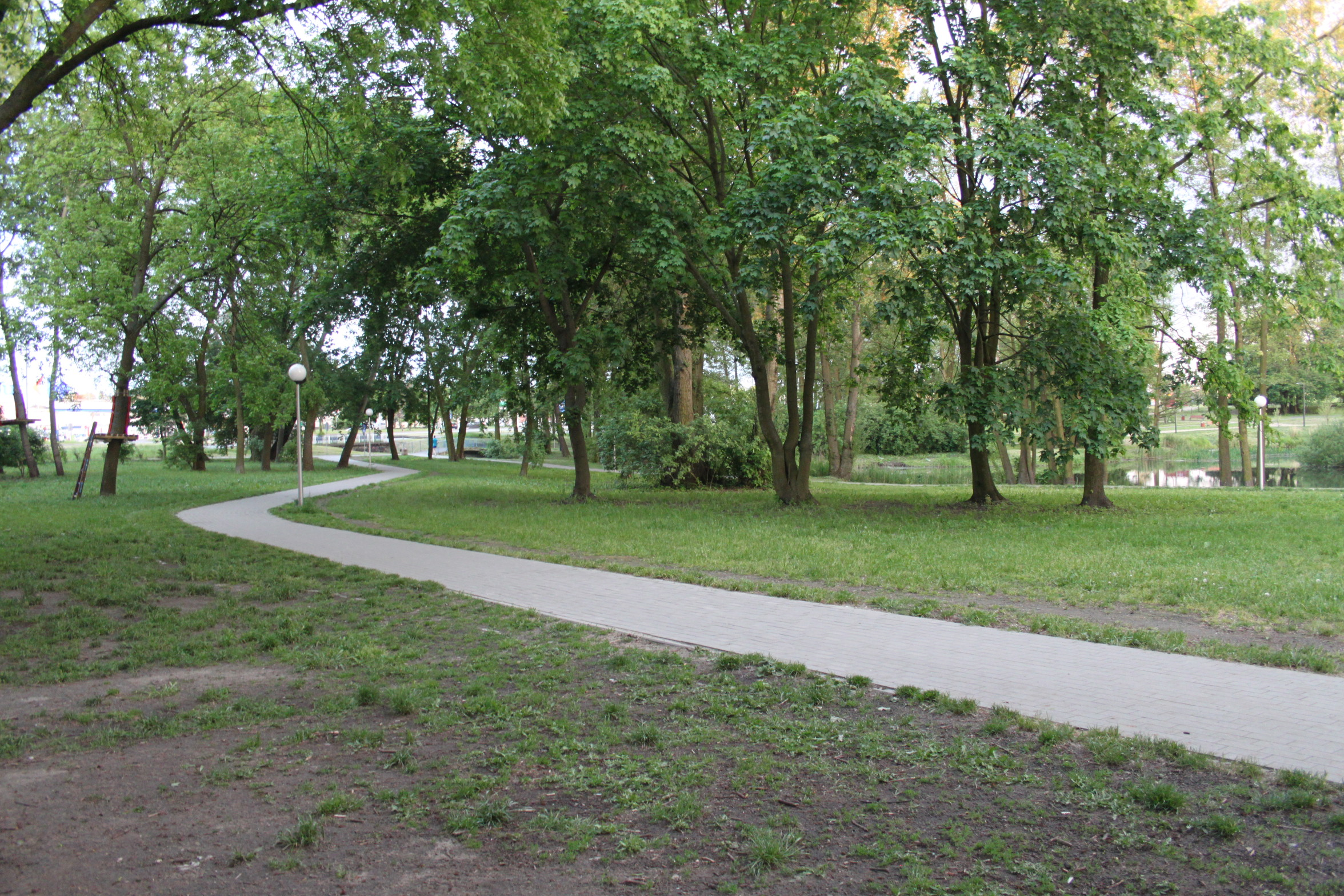
Stezka kolem rybníka
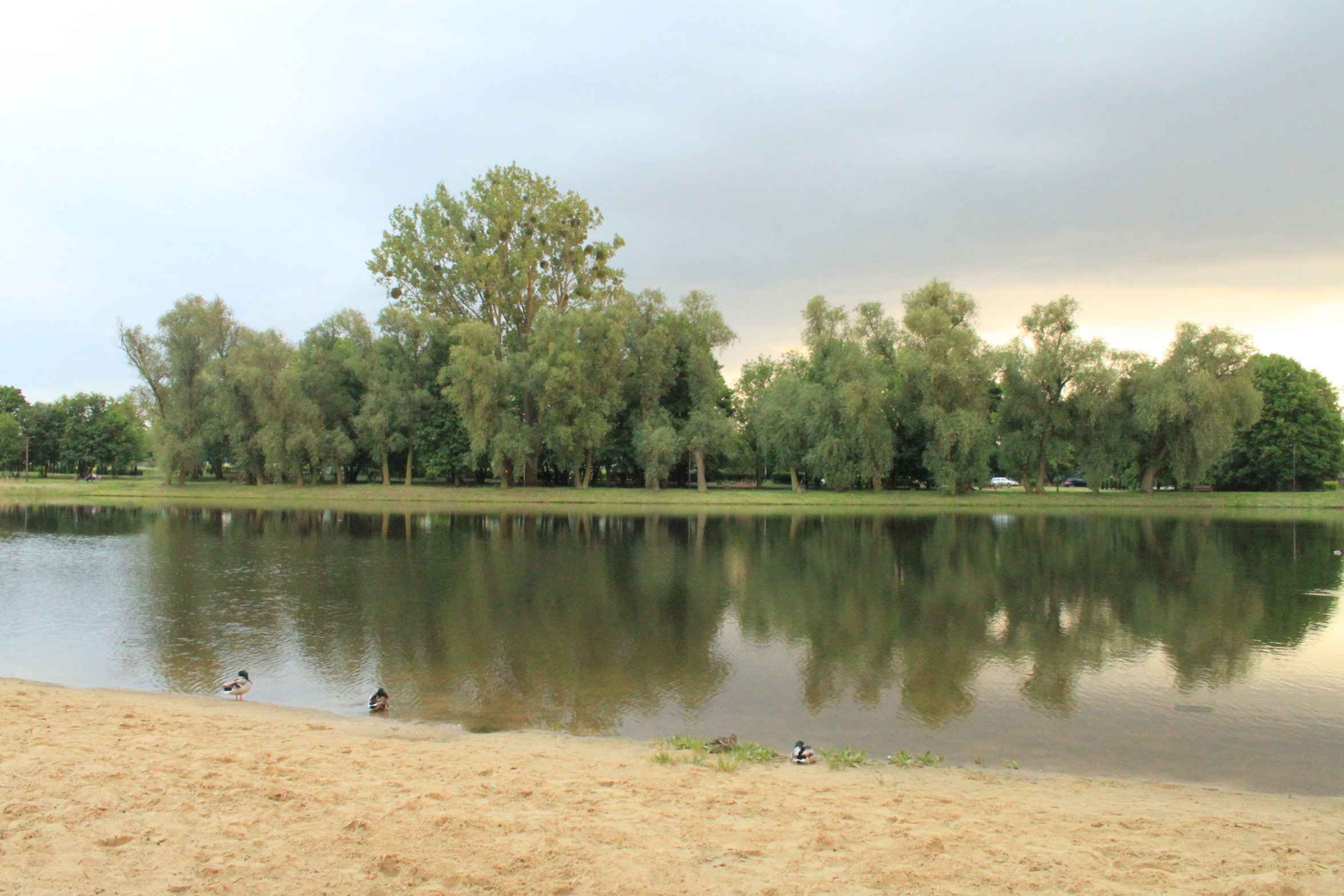
Pláž u rybníka
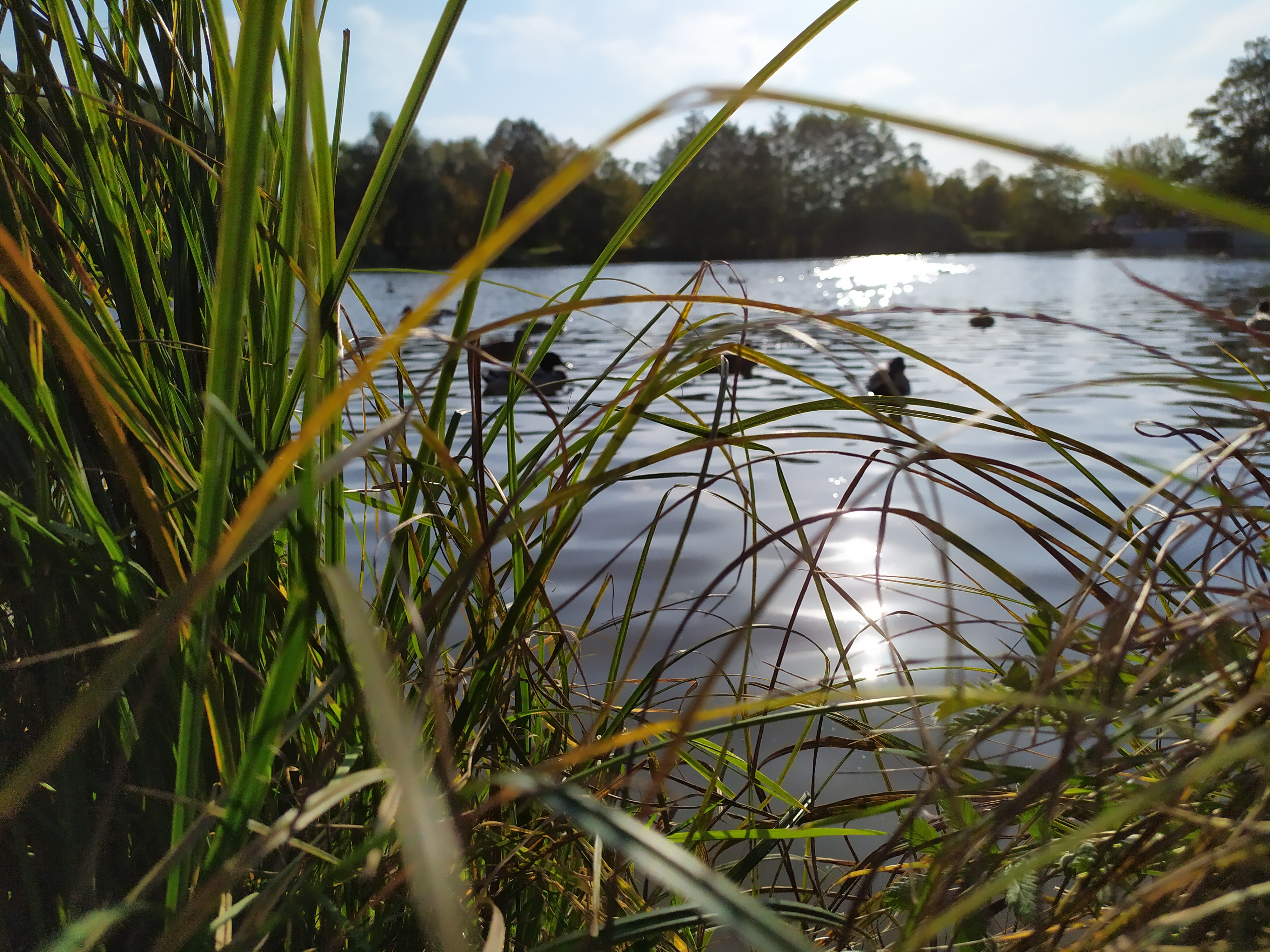
Ptáci na rybníce